# وانوولنگتسا (استان لوبلین)
وانوولنگتسا (به لاتین: Wąwolnica) یک روستا در لهستان است که در گمینا وانوولنگتسا واقع شده‌است. وانوولنگتسا ۱٬۰۴۱ نفر جمعیت دارد.